# Craque da Voz
Craque da Voz foi um formato original da TV Globo, em parceria com a produtora Play9, de reality show brasileiro de narração esportiva com dinâmica de convivência em confinamento, produzido e exibido pelo SporTV e reexibido na TV Globo dentro do Esporte Espetacular, com a apresentação de Galvão Bueno e Karine Alves. A estreia aconteceu em 7 de novembro de 2024.

## Formato
10 narradores amadores, sendo cinco homens e cinco mulheres, terão que passar pelo desafio da convivência, estando confinados em uma casa sem contato com o mundo externo, onde assim como em qualquer reality show, irão vivenciar experiências únicas como provas, eliminações e interações com famosos. Ao contrário dos programas tradicionais, não há votação popular e os jurados, sendo os próprios apresentadores e um convidado, decidem quem segue no jogo. O público acompanha tudo em episódios inéditos exibidos primeiro no SporTV e em seguida, na TV Globo.
O vencedor ou vencedora terá a oportunidade de se juntar à equipe esportiva do Grupo Globo, podendo narrar importantes competições, além de ganhar prêmios em dinheiro.

#### Esquema[2]
- Laboratório da Voz: É onde os participantes se enfrentam nas provas, todas baseadas em narrações esportivas de algum evento já transmitido ao vivo pela TV Globo ou pelo SporTV/Premiere, passando pela avaliação dos apresentadores e do jurado convidado. Os competidores são divididos pelas equipes vermelha e azul, que podem sofrer alterações dependendo da rodada. Os times só são desfeitos se houver menos participantes no jogo. O(a) participante que se destacar no desafio é premiado(a) como o(a) Craque da Rodada, ganhando a imunidade e alguns prêmios, assim como a equipe vencedora também segue no jogo, escapando da Cabine de Eliminação.
- Sala da Deliberação: É onde os apresentadores e o jurado convidado se reúnem para avaliar todos os participantes em uma sala de monitores, destacando aspectos positivos e negativos.
- Cabine de Eliminação: Os participantes que tiverem o pior desempenho nos desafios, são enviados á uma cabine, como se fosse um paredão do programa. Geralmente, são selecionados três integrantes da equipe perdedora ou dois participantes que tiverem o pior desempenho e apenas um ou dois, em caso de provas por equipes, e os demais em provas individuais, são escolhidos para não ir à cabine. Caso a cabine seja iluminada com a luz verde, o(a) narrador(a) permanece no jogo, agora caso a iluminação seja vermelha, o(a) mesmo(a) é eliminado(a) do reality.
- Lounge: É onde os participantes interagem uns com os outros, trocando experiências e outras coisas afins.
- Canto dos Depoimentos: É o confessionário do programa, onde os participantes desabafam sobre o seu dia a dia e se auto-avaliam nas provas.
- Dinâmica: Mais presente quando as equipes se desfazem, os participantes realizam uma atividade no Lounge com os jurados convidados. Caso se destaque, o(a) participante tem o direito de definir a ordem dos participantes na prova do Laboratório da Voz.

## O programa

### Produção
Em 11 de setembro de 2023, Galvão Bueno fechou um novo contrato com a TV Globo sendo confirmado como apresentador de um reality show para o segundo semestre de 2024, trazendo um formato inédito, onde deve ser revelado um novo talento para a narração brasileira. No dia 22 de junho de 2024, foi confirmado que além de Bueno, Karine Alves também iria apresentar o programa, sendo avaliada pelo excelente desempenho no Jornal Hoje apresentando o bloco de esportes.
A atração chegou a receber o título provisório de Haja Coração, um dos bordões de Galvão nas transmissões esportivas. Porém, Haja Coração é o título de uma telenovela da TV Globo exibida em 2016, que é um reboot de Sassaricando. Com isso, o nome acabou sendo alterado para Craque da Voz. 

## Jurados convidados
Geralmente são pessoas ligadas ao esporte da Globo e do SporTV que são convidados semanalmente para fazer o papel de jurado do programa e auxiliar os apresentadores nas eliminações ou para definir o ganhador do programa.
| Data           | Nome                                        | Ref.   |
| -------------- | ------------------------------------------- | ------ |
| 14 de novembro | Luiz Carlos Júnior                          | [ 7 ]  |
| 21 de novembro | Everaldo Marques                            | [ 8 ]  |
| 28 de novembro | Marcelo Adnet                               | [ 9 ]  |
| 5 de dezembro  | Renata Silveira                             | [ 10 ] |
| 12 de dezembro | Gustavo Villani e Fred Bruno                | [ 11 ] |
| 19 de dezembro | André Rizek                                 | [ 12 ] |
| 28 de dezembro | Luís Roberto, Júnior e Arnaldo Cezar Coelho | [ 13 ] |

## Participantes
Os dez participantes foram revelados em 4 de novembro de 2024.
| Participante                                                    | Profissão  | Resultado                              | Ref.   |
| --------------------------------------------------------------- | ---------- | -------------------------------------- | ------ |
| Leandro Chaves 36 anos São Paulo, SP                            | Jornalista | Vencedor em 28 de dezembro de 2024     | [ 15 ] |
| Henrique Pereira 33 anos Maceió, AL                             | Jornalista | 2º lugar em 28 de dezembro de 2024     | [ 16 ] |
| Manuela Avena (Manu Avena) 35 anos Salvador, BA                 | Jornalista | 3º lugar em 28 de dezembro de 2024     | [ 17 ] |
| André Massa 35 anos Porto Ferreira, SP                          | Ator       | 6° eliminado em 19 de dezembro de 2024 | [ 18 ] |
| Luiz Soares 32 anos Belo Horizonte, MG                          | Narrador   | 5° eliminado em 12 de dezembro de 2024 |        |
| Camila Chun (Chun) 34 anos Santos, SP                           | Streamer   | 4ª eliminada em 5 de dezembro de 2024  |        |
| Viviane Falconi 39 anos São Paulo, SP                           | Produtora  | 3ª eliminada em 28 de novembro de 2024 | [ 19 ] |
| Sandro Gonçalves (Bonecão) 26 anos Luziânia, GO                 | Influencer | 2° eliminado em 21 de novembro de 2024 |        |
| Janaina Andrade 38 anos Rio de Janeiro, RJ                      | Jornalista | 1ª eliminada em 14 de novembro de 2024 | [ 20 ] |
| Manuela Pilger (Manu Pilger) 43 anos Santo Antônio de Jesus, BA | Radialista | 1ª eliminada em 14 de novembro de 2024 | [ 21 ] |

## Histórico
|                      | Semana 1         | Semana 2             | Semana 3              | Semana 4             | Semana 5             | Semana 6             | Semana 7                     | Semana 8             |
| -------------------- | ---------------- | -------------------- | --------------------- | -------------------- | -------------------- | -------------------- | ---------------------------- | -------------------- |
| Craque da rodada     | Henrique Viviane | Leandro              | Henrique              | Henrique             | André                | Leandro              | Avena                        | (nenhum)             |
| Cabine de eliminação | (nenhum)         | Luiz Janaina Pilger  | Avena Bonecão Viviane | Avena Viviane        | Chun Leandro         | André Henrique Luiz  | André Leandro                | (nenhum)             |
|                      |                  |                      |                       |                      |                      |                      |                              |                      |
| Leandro              | —                | Craque da rodada     | Salvo                 | Salvo                | Cabine de eliminação | Craque da rodada     | Cabine de eliminação         | Vencedor (Semana 8)  |
| Henrique             | Craque da rodada | Salvo                | Craque da rodada      | Craque da rodada     | Salvo                | Cabine de eliminação | Finalista                    | 2º lugar (Semana 8)  |
| Avena                | —                | Salva                | Cabine de eliminação  | Cabine de eliminação | Salva                | Salva                | Craque da rodada e Finalista | 3º lugar (Semana 8)  |
| André                | —                | Salvo                | Salvo                 | Salvo                | Craque da rodada     | Cabine de eliminação | Cabine de eliminação         | Eliminado (Semana 7) |
| Luiz                 | —                | Cabine de eliminação | Salvo                 | Salvo                | Salvo                | Cabine de eliminação | Eliminado (Semana 6)         | Eliminado (Semana 6) |
| Chun                 | —                | Salva                | Salva                 | Salva                | Cabine de eliminação | Eliminada (Semana 5) | Eliminada (Semana 5)         | Eliminada (Semana 5) |
| Viviane              | Craque da rodada | Salva                | Cabine de eliminação  | Cabine de eliminação | Eliminada (Semana 4) | Eliminada (Semana 4) | Eliminada (Semana 4)         | Eliminada (Semana 4) |
| Bonecão              | —                | Salvo                | Cabine de eliminação  | Eliminado (Semana 3) | Eliminado (Semana 3) | Eliminado (Semana 3) | Eliminado (Semana 3)         | Eliminado (Semana 3) |
| Janaina              | —                | Cabine de eliminação | Eliminada (Semana 2)  | Eliminada (Semana 2) | Eliminada (Semana 2) | Eliminada (Semana 2) | Eliminada (Semana 2)         | Eliminada (Semana 2) |
| Pilger               | —                | Cabine de eliminação | Eliminada (Semana 2)  | Eliminada (Semana 2) | Eliminada (Semana 2) | Eliminada (Semana 2) | Eliminada (Semana 2)         | Eliminada (Semana 2) |
|                      |                  |                      |                       |                      |                      |                      |                              |                      |
| Notas                |                  | [ nota 1 ]           |                       |                      |                      |                      |                              |                      |
| Eliminado(s)         | (Nenhum)         | Janaina Pilger       | Bonecão               | Viviane              | Chun                 | Luiz                 | André                        | (Nenhum)             |

## Classificação geral
| Pos. | Participante     | Meio de indicação                    | Eliminado em |
| ---- | ---------------- | ------------------------------------ | ------------ |
| 1    | Leandro Chaves   | Finalista                            | —            |
| 2    | Henrique Pereira | Finalista                            | —            |
| 3    | Manuela Avena    | Finalista                            | —            |
| 4    | André Massa      | Semifinal                            | Semana 7     |
| 5    | Luiz Soares      | Cabine de eliminação                 | Semana 6     |
| 6    | Camila Chun      | Cabine de eliminação                 | Semana 5     |
| 7    | Viviane Falconi  | Cabine de eliminação                 | Semana 4     |
| 8    | Sandro Gonçalves | Cabine de eliminação (Time azul)     | Semana 3     |
| 9–10 | Janaina Andrade  | Cabine de eliminação (Time vermelho) | Semana 2     |
| 9–10 | Manuela Pilger   | Cabine de eliminação (Time vermelho) | Semana 2     |